# Décès en février 2007
Décès
- 2003
- 2004
- 2005
- 2006
- 2007
- 2008
- 2009
- 2010
- 2011

Pour une information complémentaire, voir la page d'aide.

| Date        | Nom                           | Activités | Âge | Source |
| ----------- | ----------------------------- | --- | --- | ------ |
| 1er février | Ray Berres                    | Joueur américain de baseball                                                                                              | 99  |        |
| 1er février | Ahmad Abu Laban               | Représentant de l'Organisation islamique du Danemark                                                                      | 60  |        |
| 1er février | Gian Carlo Menotti            | Compositeur américain | 95  |        |
| 1er février | Antonio Maria Javierre Ortas  | Cardinal espagnol. Préfet de la congrégation pour le culte divin et la discipline des sacrements de 1992 à 1996.          | 85  |        |
| 2 février   | Charlie Auffray               | Entraîneur de basket-ball américain                                                                                       | 51  |        |
| 2 février   | Albert Augier                 | Acteur français | 82  |        |
| 2 février   | Billy Henderson (en)          | Chanteur américain. Membre du groupe The Spinners.                                                                        | 67  |        |
| 2 février   | Joe Hunter (en)               | Musicien américain. Membre du groupe The Funk Brothers.                                                                   | 79  |        |
| 2 février   | Gisèle Pascal                 | Actrice française | 85  |        |
| 2 février   | Michel Roux                   | Acteur français | 77  |        |
| 2 février   | Eric Von Schmidt              | Guitariste et peintre américain                                                                                           | 75  |        |
| 2 février   | Joseph Soffietti              | Coureur cycliste né italien et naturalisé français                                                                        | 94  |        |
| 2 février   | Masao Takemoto                | Gymnaste japonais, multiple médaillé aux Jeux Olympiques de 1952, Jeux Olympiques de 1956 et aux Jeux Olympiques de 1960. | 87  |        |
| 3 février   | Ángel Luis Bienvenida         | Matador espagnol | 83  |        |
| 3 février   | André Bézu                    | Humoriste français | 63  |        |
| 3 février   | Tina DeRosa                   | Romancière et poétesse américaine                                                                                         | 62  |        |
| 3 février   | Médoune Fall                  | Homme politique sénégalais.                                                                                               | 87  |        |
| 3 février   | Claude Gai                    | Acteur québécois | 70  |        |
| 3 février   | Pedro Knight                  | Trompettiste américain. Veuf de la chanteuse américaine Celia Cruz.                                                       | 85  |        |
| 3 février   | Lucienne Lazon                | Peintre, graveuse et joaillière française                                                                                 | 96  |        |
| 3 février   | Aaron Lerner (en)             | Dermatologue américain, découvreur de la mélatonine                                                                       | 86  |        |
| 3 février   | Bart Markel                   | Motocycliste américain | 71  |        |
| 3 février   | Jacqueline Robin              | Pianiste française | 89  |        |
| 4 février   | Steve Barber                  | Joueur américain de baseball                                                                                              | 68  |        |
| 4 février   | José Carlos Bauer             | Footballeur brésilien | 81  |        |
| 4 février   | Barbara McNair                | Chanteuse et actrice américaine                                                                                           | 72  |        |
| 4 février   | Jules Olitski                 | Peintre américain | 84  |        |
| 5 février   | Olivier Costa de Beauregard   | Physicien français | 95  |        |
| 5 février   | Alfred Worm                   | Journaliste autrichien | 61  |        |
| 6 février   | Wolfgang Bartels              | Skieur allemand | 66  |        |
| 6 février   | Lew Burdette                  | Joueur américain de baseball                                                                                              | 80  |        |
| 6 février   | Robert Gigi                   | Dessinateur français | 79  |        |
| 6 février   | Frankie Laine                 | Chanteur américain | 93  |        |
| 6 février   | Flavio Ortega                 | Joueur et entraîneur de football brésilo-hondurien                                                                        | 60  | (en)   |
| 6 février   | Kadri Roshi                   | Acteur albanais | 83  | (sq)   |
| 6 février   | Bent Skovmand                 | Biologiste danois | 61  |        |
| 6 février   | Willye White                  | Athlète américaine | 67  |        |
| 7 février   | Tommy James                   | Joueur américain de football américain                                                                                    | 83  |        |
| 7 février   | Alan MacDiarmid               | Chimiste néo-zélandais. Prix Nobel de chimie en 2000.                                                                     | 79  |        |
| 7 février   | Thijs Roks                    | Coureur cycliste néerlandais                                                                                              | 76  |        |
| 7 février   | Brian Williams                | Joueur gallois de rugby à XV.                                                                                             | 46  |        |
| 8 février   | Michel Cournot                | Journaliste et écrivain français                                                                                          | 84  |        |
| 8 février   | Anna Nicole Smith             | Mannequin, actrice et milliardaire américaine                                                                             | 39  |        |
| 8 février   | Ian Stevenson                 | Professeur et psychiatre américain                                                                                        | 88  |        |
| 9 février   | Hank Bauer                    | Joueur américain de baseball                                                                                              | 84  |        |
| 9 février   | Benedict Kiely                | Ecrivain irlandais | 87  |        |
| 9 février   | Ian Richardson                | Acteur britannique | 72  |        |
| 9 février   | Bruno Ruffo                   | Motocycliste italien | 86  |        |
| 11 février  | Jean Boulbet                  | Ethnologue, géographe et écrivain français                                                                                | 81  |        |
| 11 février  | Margot Capelier               | actrice et directrice de casting française                                                                                | 96  |        |
| 11 février  | Bill Clement                  | Joueur gallois de rugby à XV.                                                                                             | 91  |        |
| 11 février  | Jacinto-Luis Guereña          | poète et critique littéraire espagnol                                                                                     | 90  |        |
| 11 février  | André Postel-Vinay            | haut fonctionnaire et résistant français                                                                                  | 95  |        |
| 11 février  | Jim Ricca                     | joueur américain de football américain                                                                                    | 79  |        |
| 12 février  | Georg Buschner                | entraîneur et sélectionneur de football allemand                                                                          | 81  |        |
| 12 février  | Arnaud Marty-Lavauzelle       | psychiatre et militant français                                                                                           | 61  |        |
| 12 février  | Paolo Pileri                  | pilote de vitesse moto italien                                                                                            | 62  |        |
| 14 février  | Pierre François               | peintre français | 71  |        |
| 14 février  | Ryan Larkin                   | réalisateur canadien | 63  |        |
| 14 février  | Claude Rahir                  | artiste belge | 69  |        |
| 14 février  | Emmett Williams               | poète américain | 81  |        |
| 15 février  | Robert Adler                  | inventeur américain. Coïnventeur de la télécommande avec Eugene Polley.                                                   | 93  |        |
| 15 février  | Ray Evans                     | compositeur américain | 92  |        |
| 15 février  | Frédéric Kiesel               | poète, écrivain et journaliste belge                                                                                      | 83  |        |
| 16 février  | Ellen Constans                | universitaire et femme politique française                                                                                | 77  |        |
| 16 février  | René Schenker                 | journaliste suisse. Fondateur de la Télévision suisse romande (TSR).                                                      | 87  |        |
| 17 février  | Jean-François Burgelin        | magistrat français | 70  |        |
| 17 février  | Jean Duvignaud                | sociologue et romancier français                                                                                          | 85  |        |
| 17 février  | Pierre Gessier                | peintre et céramiste français                                                                                             | 75  |        |
| 17 février  | Jakov Lind                    | écrivain et peintre britannique                                                                                           | 80  |        |
| 17 février  | Maurice Papon                 | haut-fonctionnaire et homme politique français. Ancien ministre.                                                          | 96  |        |
| 18 février  | Jean-Louis Castagnède         | magistrat français | 61  |        |
| 18 février  | Félix Lévitan                 | journaliste sportif français                                                                                              | 95  |        |
| 18 février  | Bob Oksner                    | dessinateur américain | 90  |        |
| 18 février  | Alexandre Satz                | pianiste russe | 66  |        |
| 19 février  | Janet Blair                   | actrice américaine | 85  |        |
| 19 février  | Philippe de Bourgoing         | homme politique français. Sénateur du Calvados de 1970 à 1998.                                                            | 85  |        |
| 19 février  | Celia Franca                  | danseuse, chorégraphe et directrice artistique canadienne                                                                 | 85  |        |
| 19 février  | Alexis Gourvennec             | syndicaliste agricole et chef d'entreprise français. Fondateur de la Brittany Ferries.                                    | 71  |        |
| 19 février  | René Imbot                    | général français. Directeur général de la Direction générale de la Sécurité extérieure (DGSE) de 1985 à 1987.             | 81  |        |
| 20 février  | Guy Cluseau                   | entraîneur français. Sélectionneur de l'équipe nationale de football marocaine en 1969-1970 puis en 1979.                 | 78  |        |
| 20 février  | Carl-Henning Pedersen         | peintre danois | 93  |        |
| 20 février  | Zilla Huma Usman              | femme politique pakistanaise                                                                                              | 35  |        |
| 20 février  | Édouard Zarifian              | universitaire et psychiatre français                                                                                      | 65  |        |
| 21 février  | Mohamed Ahmed Al Basri        | artiste et dramaturge marocain                                                                                            | 68  |        |
| 21 février  | Béatrice Kombe Gnapa          | chorégraphe ivoirienne | 34  |        |
| 22 février  | Lothar-Günther Buchheim       | romancier, peintre, photographe et éditeur allemand                                                                       | 89  |        |
| 22 février  | Philippe Gras                 | photographe français | 54  |        |
| 22 février  | George Jellicoe               | homme politique, diplomate et homme d’affaires britannique                                                                | 88  |        |
| 22 février  | Dennis Johnson                | joueur et entraîneur américain de basket-ball                                                                             | 52  |        |
| 22 février  | Samuel Hinga Norman           | homme politique sierra-leonais. Ministre de la Défense de 1998 à 2002 et de l'Intérieur de 2002 à 2004.                   | 67  |        |
| 22 février  | Fons Rademakers               | réalisateur néerlandais                                                                                                   | 86  |        |
| 23 février  | Nicole Anouilh                | comédienne française. Veuve du dramaturge français Jean Anouilh.                                                          | 80  |        |
| 23 février  | Mohamed Aouad                 | plusieurs fois ministre marocain et directeur du cabinet royal                                                            | 85  |        |
| 23 février  | John Ritchie                  | footballeur anglais | 65  |        |
| 23 février  | Pascal Yoadimnadji            | premier ministre du Tchad depuis le 3 février 2005                                                                        | 56  |        |
| 24 février  | Bruce Bennett                 | athlète et acteur américain                                                                                               | 100 |        |
| 24 février  | Heinz Berggruen               | journaliste, galeriste et collectionneur allemand                                                                         | 93  |        |
| 24 février  | Édouard Bonnefous             | homme politique français. Ancien ministre.                                                                                | 99  |        |
| 24 février  | Jock Dodds                    | footballeur écossais | 91  |        |
| 24 février  | Leroy Jenkins                 | violoniste américain | 74  |        |
| 24 février  | Lamar Lundy                   | joueur américain de football américain                                                                                    | 71  |        |
| 24 février  | Damien Nash                   | joueur américain de football américain                                                                                    | 24  |        |
| 24 février  | George Preas                  | joueur américain de football américain                                                                                    | 73  |        |
| 25 février  | William R. Anderson           | homme politique américain                                                                                                 | 85  |        |
| 25 février  | Patrice Duvic                 | écrivain et scénariste français                                                                                           | 61  |        |
| 25 février  | Jürg Federspiel               | écrivain suisse | 75  |        |
| 25 février  | Daniel Goulet                 | homme politique français. Sénateur UMP de l'Orne depuis 1992.                                                             | 78  |        |
| 25 février  | Jean Grelaud                  | l'un des trois derniers poilus français de la Première Guerre mondiale                                                    | 108 |        |
| 25 février  | Joseph Samaha                 | journaliste libanais | 58  |        |
| 26 février  | Odile Redon                   | historienne française | 70  |        |
| 26 février  | Luis Rizzo                    | guitariste, arrangeur et compositeur argentin                                                                             | 62  | (en)   |
| 27 février  | Carl Luther Combs             | basketteur et joueur puis entraîneur américain de football U.S                                                            | 87  |        |
| 27 février  | Jean Corlin                   | homme politique français                                                                                                  | 89  |        |
| 28 février  | Charles Forte (en)            | magnat italien de l'hôtellerie                                                                                            | 98  |        |
| 28 février  | Arthur Meier Schlesinger, Jr. | historien et conseiller politique américain                                                                               | 89  |        |
| 28 février  | Marie-Adélaïde de Luxembourg  | princesse de Luxembourg et comtesse de Donnersmarck. Tante du Grand-Duc Henri Ier.                                        | 82  |        |
| 28 février  | Egon Monk                     | réalisateur, metteur en scène de théâtre, acteur, dramaturge et auteur allemand                                           | 79  |        |
| 28 février  | Billy Thorpe                  | rockeur australien | 60  |        |